# Strada provinciale 31 del Passo Manghen
La strada provinciale 31 del Passo Manghen (SP 31) è una strada provinciale italiana della provincia autonoma di Trento. La strada percorre l'omonimo passo (situato a 2.047 m s.l.m.), ovvero un valico alpino del Trentino orientale nella catena del Lagorai, mettendo in comunicazione la Val di Fiemme con la Valsugana.
La strada ha una lunghezza totale di 39,444 chilometri ed è la quinta più lunga strada provinciale della provincia di Trento, dopo la SP 90 Destra Adige (con i tronchi uniti), la SP 79 del Passo Brocon, la SP 71 Fersina-Avisio e la SP 85 del Monte Bondone.

## Percorso
Inizia a Castelnuovo verso il chilometro 1,2 della SP 109 di Borgo, passa per la Val Calamento, nel comune di Telve fino all'arrivo del passo, poi una volta superato il valico entra nel comune di Castello-Molina di Fiemme finendo infine a Molina di Fiemme rispettivamente all'incrocio con la SS 612 della Val di Cembra e la SP 232 di Fiemme. Sul passo non sono presenti località importanti ma a breve distanza dal valico è presente una baita-ristorante.
La strada è uno dei più celebri passi percorsi nel Giro d'Italia, particolarmente duro per la sua lunghezza. Sino al 2007 veniva inoltre percorso dalla granfondo Campagnolo per cicloamatori.
La salita da Castelnuovo è lunga 23,44 chilometri e presenta una pendenza media del 7%, anche se gli ultimi 7 chilometri sono quelli più impegnativi con una pendenza media del 9,5%, ma con punte che arrivano fino a ben 15%.
Per quanto riguarda il versante di Castello-Molina di Fiemme è più breve, 16,04 chilometri al 7,5% medio, ma ancora il tratto finale è il più duro, con ancora il 9,5% medio per gli ultimi 8 chilometri.

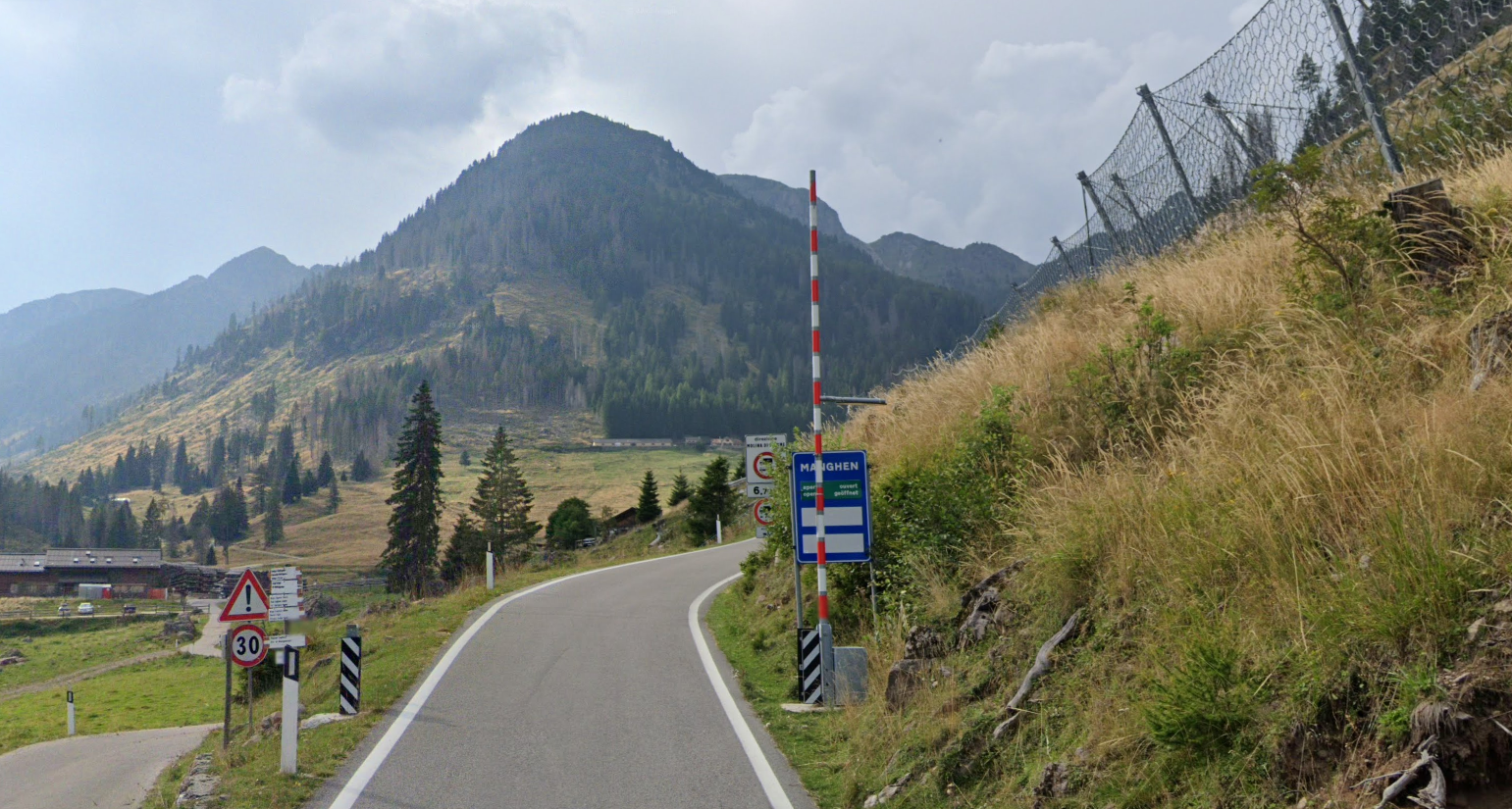
Indicazione apertura del passo presente sulla strada in Val Calamento partendo da Castelnuovo

## Pericolosità della strada
Sul percorso molto spesso accadono frane di ogni tipo ed inoltre la strada ed il passo vengono chiusi ogni stagione invernale causa neve, visto che renderebbe impercorribile una strada già pericolosa di suo.
Nonostante la sua dimensione di careggiata ridotta, la sua ripidità e i suoi tornanti pericolosi la strada è molto frequentata soprattutto da ciclisti. Per questo motivo su questa strada la provincia di Trento ha deciso di installare dei cartelli speciali per avvisare gli automobilisti di "rispettare il ciclista" mantenendo quindi una distanza di sicurezza ragionevole ed evitare manovre pericolose per costoro.
Inoltre questa secondo i dati Aci raccolti sulle strade provinciali, risulta essere una delle strade più pericolose della Provincia ed è stata la sesta con il numero più alto di incidenti registrati nel 2022.